# Prevoje pri Šentvidu
Prevoje pri Šentvidu – wieś w Słowenii, w gminie Lukovica. W 2018 roku liczyła 795 mieszkańców.